# Enarthrocarpus clavatus
Enarthrocarpus clavatus är en korsblommig växtart som beskrevs av Alire Raffeneau Delile och Dominique Alexandre Godron. Enarthrocarpus clavatus ingår i släktet Enarthrocarpus och familjen korsblommiga växter. Inga underarter finns listade i Catalogue of Life.